# William Gibson (1783–1857)

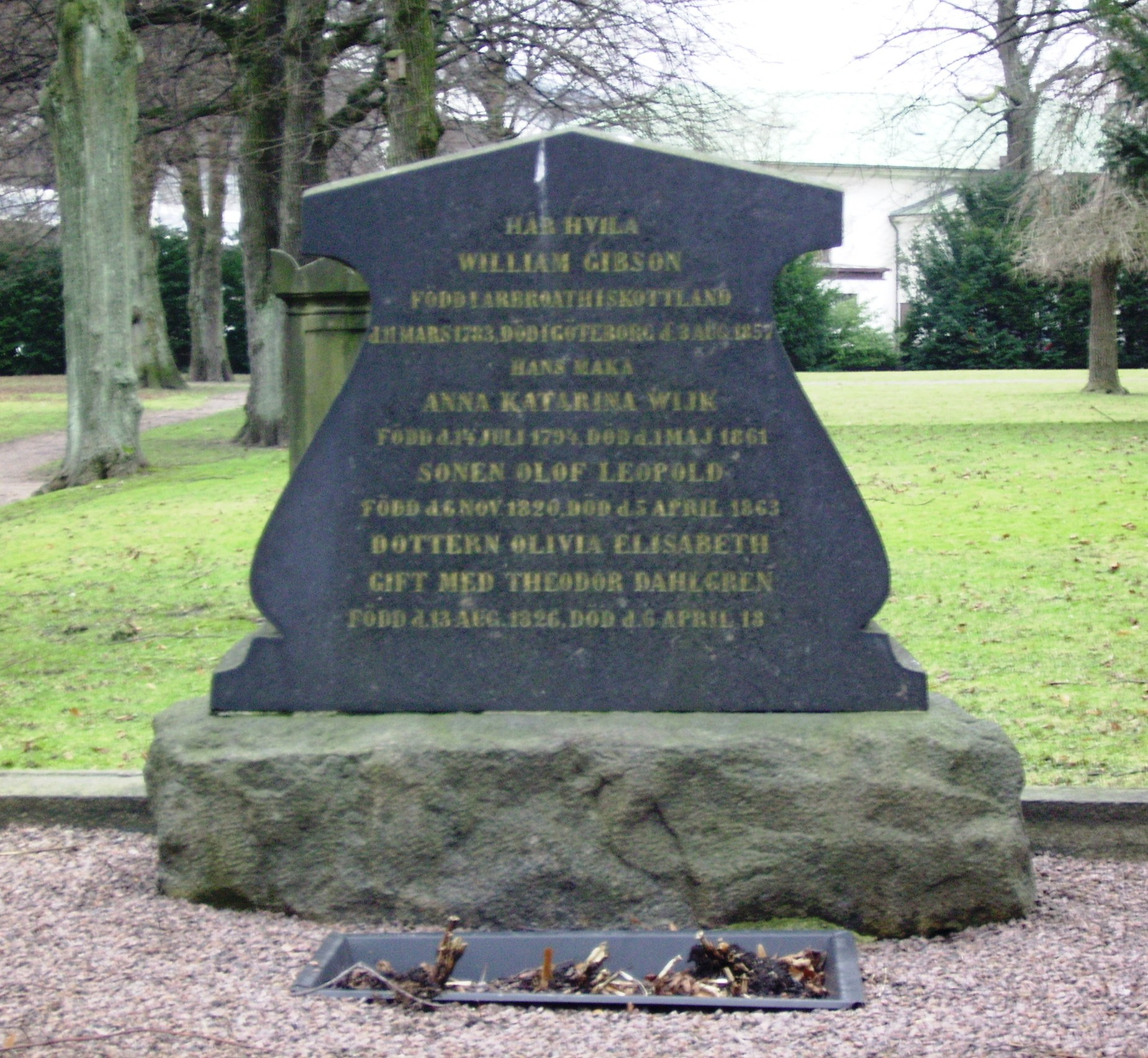
William Gibsons grav.

William Gibson, även William Gibson II, född 11 mars 1783 i Arbroath, Skottland, död 3 augusti 1857 i Göteborg, var en brittisk-svensk industriman.

## Biografi
Gibson invandrade till Göteborg i maj 1797 som 14-åring och anställdes som bokhållare i en grosshandelsfirma, ägd av James Christie, vilken blivit borgare där 17 juni 1796. Gibson bodde även hos Christie. Hos honom anställdes även Gibsons blivande svåger, Olof Wijk. Mellan Gibson och Christie skrevs ett treårigt anställningsavtal, där Gibson det första året skulle få 66 riksdaler specie 32 skilling, vilket belopp steg för vart och ett av de följande åren stiger med 16 riksdaler 32 skilling, så att avlöningen tredje året uppgick till 100 riksdaler specie. Christies enda förpliktelse var att anställa Gibson under tre år, men Gibson behövde bara vara borta från arbetet utan Christies medgivande för att han skulle få böta minst hälften av sin årslön. Gibson har redan under sin anställning hos Christie för egen del gjort affärer, och den första kända affären gjorde han som 17-åring i februari 1801.
William Gibson var före sin avresa till Sverige anställd hos James Keiller i Dundee, och han började arbeta som mycket ung. Det var vanligt på den tiden att pojkar redan som tioåringar blev anställda på kontor. Fru Ellen Lindström, född Keiller, har om James Keiller 1923 skrivit bland annat att han "var skeppsredare och skeppsbyggare i Dundee samt drev med sina båtar handel bland annat på Riga, där han köpte hampa och talj, ävensom på Göteborg, där han köpte virke. På hans kontor fanns anställd en ung Gibson som sändes till Göteborg för att där ombesörja uppköpen av virke, vilket skedde framgångsrikt och Gibson stannade kvar i Sverige".
James Christie avled 1806, och året innan hade han lämnat över sin firma till den då nittonårige Olof Wijk som 1807 grundade en egen firma. Gibson lämnade antagligen firman Christie redan 1805, och 1809 öppnade egen affärsrörelse under namnet Gibson & Co. Han blev handlande i Göteborg enligt Handelssocietetens brev den 29 augusti 1806 och avlade eden till Konungen den 5 februari 1808. Han blev nu grosshandlare på heltid med ett sortiment av skiftande verksamhetsgrenar. År 1805 arrenderade Gibson ett bryggeri (Herr Sandbergs, Gabriel Sandberg) vid Breda vägen (området kring Första - Fjärde Långgatan) i dåvarande Masthugget. När Gibson annonserar om sin verksamhet i Göteborgs Allehanda den 17 april 1805, var han den första bryggare i staden som gjorde reklam i tidningspressen. År 1806 köpte han bryggeriet, vilket han bedrev fram till 1811 då rörelsen såldes till P. Ekman.
Han startade ett sillsalteri i Söhallen (tillsammans med Adam Gavin jr) i Lundby socken på Hisingen, uppförde en kimröksfabrik 1806 tillsammans med Peter Grönberg, en lackfabrik och en spelkortsfabrik på Hisingen samt en ättikafabrik. I kompanjonskap med handelsmannen Carl Erland Svalander drev han också en rederirörelse med åtta fartyg. Företaget köpte också lantegendomen Sågen i Majorna. Denna hade resurser för industriell verksamhet. När rederiet gjorde konkurs förvandlades Gibson till ensam ägare till Vädersågen. Där började han sedermera med segeldukstillverkning i samarbete med en Alexander Keiller. Under Keillers ledning utökades driften snabbt och kompletterades med ett mekaniskt vattendrivet spinneri för beredning av lin och hampa vid Fattighusån i Stampen.
Av mantalsförteckningen för 1807 framgår att Gibson då ägde ett litet trähus vid Första Långgatan 26 (tomt 11/64), ett mindre trähus i Västra Haga 30, Landsvägsgatan 10 A samt bryggeriet vid Masthuggstorget (tomt 11/26), där han även bodde åren 1805–1810.

### Jonsered
År 1834 överfördes hela verksamheten till den från svågern Olof Wijk d.ä. år 1832 övertagna egendomen Jonsered vid Säveån i Partille, där tillgången på vattenkraft och även expansionsmöjligheter i övrigt var bättre. Jonsered låg idealiskt nära Göteborg men ändå tillräckligt långt från staden. Keiller stod för planläggning av produktionen i Jonsered samt för fabriksledningen medan Gibson skötte affärerna i Göteborg. Där deltog han även i stadens kommunala verksamhet. Han återkom också som redare och som ägare till flera fartyg, en verksamhet som han fortsatte fram till 1850.
År 1848 upptogs sönerna William Gibson och Charles Gibson som kompanjoner i verksamheten. Tillsammans med sonsonen William Gibson (1848-1914) startades bland annat en betydande tillverkning av träbearbetningsmaskiner. Företaget ombildades 1872 till Jonsereds Fabrikers AB.
William Gibson blev redan 1806 - då ännu utländsk medborgare - medlem av Göteborgs Handelssocietet, där han 1818-1828 tillhörde styrelsen. Han var även styrelseledamot 1826-30 i den första sparbanken i Sverige, Göteborgs Sparbank, och 1831 var han skattmästare (treasurer) i The British Factory and Poor Box. Han var revisor för nationalkassan 1820 och ledamot av flera kommittéer såsom lönekommittén 1821, börsbyggnadskommittén 1828 och taxeringskommittén 1822-1830. Gibson var medlem i direktionen för fattigförsörjningsinrättningen 1837-1839 samt fabriksfullmäktige 1847-1850.

## Familj

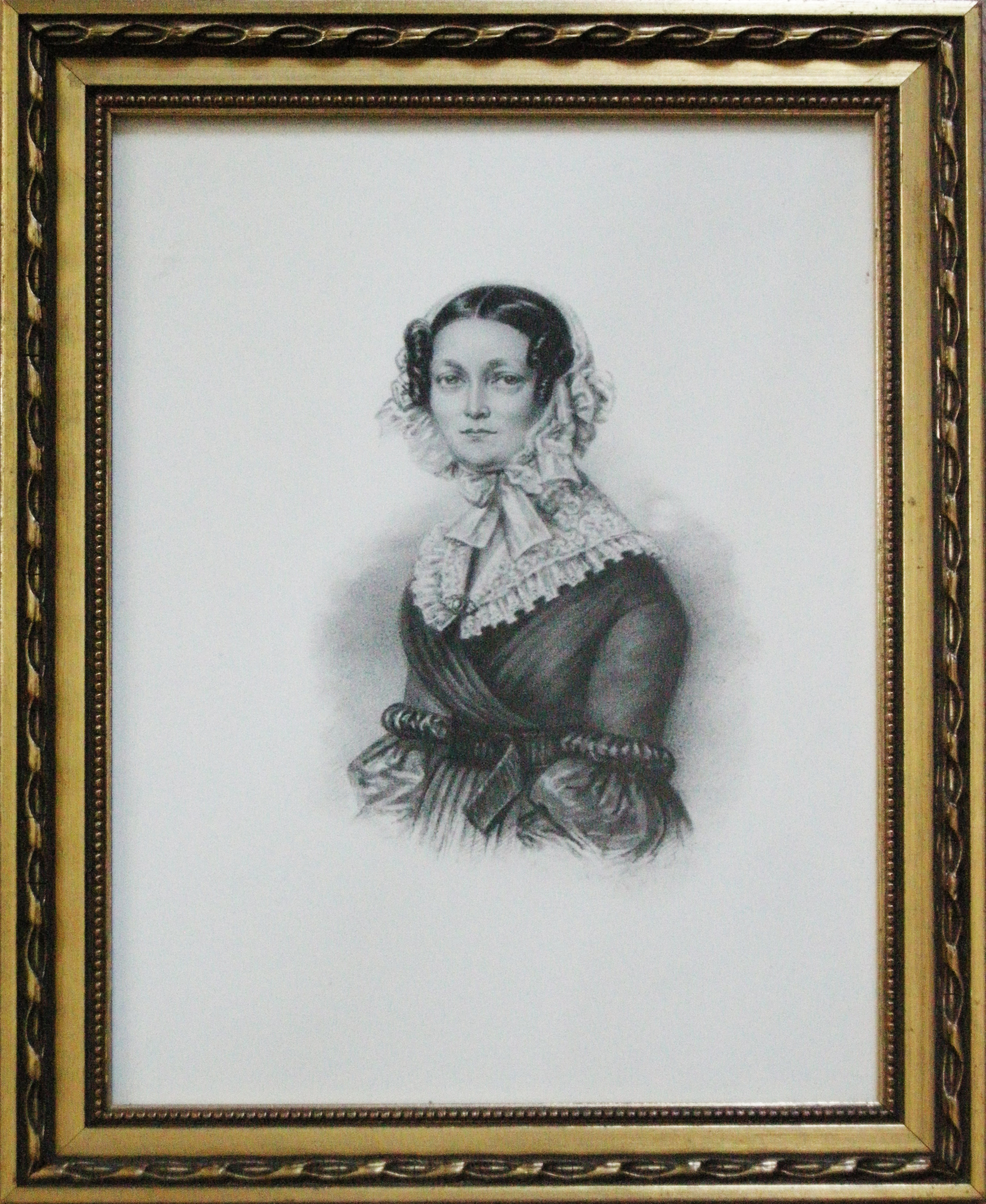
Porträtt av William Gibsons fru Anna Catharina Gibson

Gibson var son till William Gibson I (1742-1815) och Isabella Neish (1737-1816), båda från Arbroath i Skottland. Han gifte sig 1815 med Anna Catharina Gibson, född i släkten Wijk (1794-1861). De fick tillsammans barnen: William (1816-1865); Charles Oscar (1818-1862); Adam (född och död 1 januari 1823); James Alexander (1832-1902) och David (1834-1878).
William Gibson ligger begravd på Stampens kyrkogård i Göteborg.